# Casa Alianza
Casa Alianza es una organización internacional sin fines de lucro y la rama latinoamericana de Covenant House. Es una Organización No Gubernamental (ONG) que proporciona refugio, alimentos, atención inmediata en caso de crisis y una serie de otros servicios a los jóvenes sin hogar y fugados.
Casa Alianza fue fundada en América Latina en 1981 en respuesta a los abusos desenfrenados de los derechos humanos que se estaban produciendo en toda la región. Casa Alianza fue fundada por la organización estadounidense Covenant House, siendo el primer sitio fundado en Guatemala. Covenant House procedió a fundar Casa Alianza Honduras en 1987, Casa Alianza México en 1988, y Casa Alianza Nicaragua en 1998 Además de las operaciones de Casa Alianza en apoyo directo a los niños, la organización también ha fundado tres sucursales separadas de recaudación de fondos y defensa en Alemania, el Reino Unido y Suiza. La sede internacional de la organización permanece en la ciudad de Nueva York y está dirigida por Kevin M. Ryan, el ex comisionado del Departamento de Niños y Familias de Nueva Jersey (ver Kevin Ryan (comisionado)). Incluyendo el trabajo de Casa Alianza, Covenant House ahora sirve a 71.000 niños a través de las Américas cada año.  "Casa Alianza" es meramente la traducción al español de "Covenant House". 

## Premios
En 1996, Casa Alianza en América Latina recibió el premio sueco Olof Palme por "un logro sobresaliente en el espíritu de Olof Palme". El premio fue otorgado por el "trabajo dedicado a ayudar a los niños de la calle en Guatemala, Honduras y México" y "por la valiente defensa de los derechos de estos niños" y fue otorgado por Andrée Ruffo y Pierre Dionne, el presidente y el director general respectivamente.
En 1999, Casa Alianza en América Latina recibió el Premio Internacional de Derechos del Niño de la Oficina Internacional de Derechos del Niño en Montreal, Canadá.
En el 2000, Casa Alianza recibió el Premio Humanitario Conrad N. Hilton, el cual se afirma que es el "mayor premio humanitario del mundo". Aunque el premio viene ahora con un premio de 1,5 millones de dólares, Casa Alianza recibió 1 millón de dólares en el 2000, que aparentemente fue designado para la construcción del Hogar Conrad N. Hilton ("Hogar Conrad N. Hilton") con una capacidad de 94 camas. El premio fue presentado por la Reina Noor de Jordania.
En 2002, Casa Alianza en Guatemala recibió el premio Jorge Angel Livraga por su trabajo con los niños de la calle.
En 2006, Casa Alianza en Guatemala recibió la Orden del Quetzal, que es el más alto galardón que el gobierno guatemalteco otorga a quienes realizan labores humanitarias en Guatemala.
En 2007, el 19 de septiembre, Casa Alianza en Guatemala recibió el Premio Reina Sofía por su programa de drogadicción al servicio de los niños de la calle.